# Championnat du Maroc féminin de football 2024-2025
Navigation
Édition précédente Édition suivante
La saison 2024-2025 du Championnat du Maroc féminin de football est la vingt-troisième saison du championnat. L'AS FAR en est le tenant du titre. C'est la cinquième édition professionnelle du championnat féminin.
Les clubs de la Renaissance Berkane et de la Renaissance Zemamra sont les promus pour cette saison.

## Participants
| \| Sahara occidental: · Municipale Laâyoune FUS Rabat Ittihad Tanger Renaissance Berkane Raja Aïn Harrouda Raja Aït Iazza Chabab Mohammédia Renaissance Zemamra ASFAR Hilal Témara Phoenix Marrakech CS Solidarité Temara Wydad AC SC Casablanca \| Localisation des clubs engagés dans le championnat. |
| Sahara occidental: · Municipale Laâyoune FUS Rabat Ittihad Tanger Renaissance Berkane Raja Aïn Harrouda Raja Aït Iazza Chabab Mohammédia Renaissance Zemamra ASFAR Hilal Témara Phoenix Marrakech CS Solidarité Temara Wydad AC SC Casablanca                                                           |

| Nom du club                    | Ville        | Palmarès                                                              |
| ------------------------------ | ------------ | --------------------------------------------------------------------- |
| Hilal Sportif Témara           | Témara       |                                                                       |
| Ittihad Tanger                 | Tanger       |                                                                       |
| RS Berkane                     | Berkane      |                                                                       |
| AM Laâyoune                    | Laâyoune     | 4 (2010, 2011, 2012, 2015)                                            |
| Raja Ait Iazza                 | Aït Iaâza    |                                                                       |
| Raja Aïn Harrouda              | Aïn Harrouda | 1 (2009)                                                              |
| Renaissance Zemamra            | Zemamra      |                                                                       |
| Association Sportive des FAR   | Rabat        | 11 (2013, 2014, 2016, 2017, 2018, 2019, 2020, 2021, 2022, 2023, 2024) |
| Phoenix Marrakech              | Marrakech    |                                                                       |
| Fath Union Sport               | Rabat        |                                                                       |
| Club Sportif Solidarité Temara | Témara       |                                                                       |
| Wydad Athletic Club            | Casablanca   | 1 (2007)                                                              |
| Chabab Mohammédia              | Mohammédia   |                                                                       |
| Sporting Club Casablanca       | Casablanca   |                                                                       |

## Compétition
Le championnat se dispute en une poule unique dans laquelle chaque équipe affronte toutes les autres à domicile et à l'extérieur. Le vainqueur se qualifie pour le tournoi de qualification de la zone UNAF qualificatif pour la Ligue des champions de la CAF. 
Le 2 septembre 2024 se déroule le tirage au sort et la date du début du championnat est fixée par la LNFF pour le 28 septembre 2024. La période d'enregistrement des joueuses a lieu du 15 juillet 2024 jusqu'au 8 septembre 2024.

### Classement
Ci-dessous, le classement du championnat. Il s'agit de la première saison en première division pour la Renaissance Berkane et la Renaissance Zemamra. 
Contrairement aux éditions précédentes, les quatre dernières équipes du classement sont reléguées en deuxième division.
| Rang | Équipe                | Pts | J  | G  | N | P  | Bp  | Bc  | Diff |
| ---- | --------------------- | --- | -- | -- | - | -- | --- | --- | ---- |
| 1    | AS FAR T              | 72  | 26 | 23 | 3 | 0  | 106 | 8   | +98  |
| 2    | Renaissance Berkane P | 62  | 26 | 19 | 5 | 2  | 74  | 16  | +58  |
| 3    | Sporting Casablanca   | 53  | 26 | 16 | 5 | 5  | 56  | 18  | +38  |
| 4    | Fath Union Sport      | 49  | 26 | 14 | 7 | 5  | 82  | 31  | +51  |
| 5    | Municipale Laâyoune   | 45  | 26 | 13 | 6 | 7  | 82  | 36  | +46  |
| 6    | Wydad AC              | 45  | 26 | 13 | 6 | 7  | 67  | 27  | +40  |
| 7    | Hilal Sportif Témara  | 37  | 26 | 10 | 7 | 9  | 44  | 32  | +12  |
| 8    | Ittihad Tanger        | 32  | 26 | 10 | 2 | 14 | 54  | 53  | +1   |
| 9    | Phoenix Marrakech     | 29  | 26 | 7  | 8 | 11 | 30  | 35  | -5   |
| 10   | Raja Ait Iazza        | 29  | 26 | 8  | 5 | 13 | 44  | 55  | -11  |
| 11   | Renaissance Zemamra P | 25  | 26 | 6  | 7 | 13 | 38  | 50  | -12  |
| 12   | Raja Aïn Harrouda     | 23  | 26 | 7  | 2 | 17 | 22  | 52  | -30  |
| 13   | CSS Témara            | 13  | 26 | 4  | 1 | 21 | 20  | 107 | -87  |
| 14   | Chabab Mohammédia     | 0   | 26 | 0  | 0 | 26 | 7   | 206 | -199 |

| Légende : Qualifications et relégations | Légende : Qualifications et relégations                          |
| --------------------------------------- | ---------------------------------------------------------------- |
|                                         | Qualifié pour le tour préliminaire de la Ligue des champions CAF |
|                                         | Relégation en D2                                                 |
|                                         | T : Tenant du titre P : Promu                                    |

### Statistiques individuelles
| Rg | Joueuse         | Club           | Buts | Matchs |
| -- | --------------- | -------------- | ---- | ------ |
| 1. | Violet Nanjala  | AM Laâyoune    | 28   | 26     |
| 2. | Yolande Gnammi  | Ittihad Tanger | 20   | 25     |
| 3. | Salimata Diarra | RS Berkane     | 20   | 26     |

Dernière mise à jour : 22 mai 2025.